# 山口洋典
山口　洋典（やまぐち　ひろのり、1975年 - ）は、浄土宗の僧侶（應典院主幹）、上町台地からまちを考える会事務局長、政策学者。立命館大学共通教育推進機構准教授を経て、2020年から同機構教授。

## 来歴・人物
静岡県磐田市生まれ。立命館大学理工学部卒業後、財団法人大学コンソーシアム京都に勤務。インターンシップ事業等に従事する。2004年に研究主幹に着任。立命館大学在学中に、阪神・淡路大震災を経験。震災のボランティア活動を通じてNPOの活動に関わり始める。大学院在学中に、特定非営利活動法人きょうとNPOセンターの設立に参加。2002年10月には米国国務省によるInternational Visitor ProgramのMulti Regional Project(NGO Management)に参加するなど、業務と社会活動の両面でNPO分野の教育・人材育成に取り組む。2002年より大阪大学大学院人間科学研究科ボランティア人間科学講座（地域共生論）博士後期課程にて、コミュニティ・シンクタンクの展開におけるグループ・ダイナミックスを研究。2004年12月博士論文「ネットワーク型まちづくりのグループ・ダイナミックス」を提出。2005年3月、大阪大学にて博士（人間科学）の学位を取得。2004年4月には上町台地からまちを考える会の事務局長に着任。2006年4月に秋田光彦に請われ、日本でいちばん若者が集まるお寺として有名な大阪・天王寺にある浄土宗應典院の主幹に就任。〈気づき、学び、遊び〉をコンセプトとした地域ネットワーク型寺院として「呼吸する、お寺」としての劇場空間にて展開される各事業の統括責任者として、地域に開かれた寺院の実践に取り組む。 2006年10月には同志社大学大学院総合政策科学研究科助教授、立命館大学准教授を経て、2020年より同大学教授。

## 年譜
- 昭和50年 - 静岡県磐田市にて出生
- 平成6年3月 静岡県立磐田南高等学校　普通科　卒業
- 平成6年4月 立命館大学理工学部環境システム工学科　入学
- 平成10年3月 立命館大学理工学部環境システム工学科　卒業
- 平成10年4月 立命館大学大学院理工学研究科環境社会工学専攻博士前期課程　入学
- 平成12年3月 立命館大学大学院理工学研究科環境社会工学専攻博士前期課程　修了
- 平成12年4月 財団法人大学コンソーシアム京都　入社
- 平成14年4月 大阪大学大学院人間科学研究科ボランティア人間科学講座博士後期課程　入学
- 平成17年3月 大阪大学大学院人間科学研究科ボランティア人間科学講座博士後期課程　修了
- 平成18年4月 浄土宗大蓮寺塔頭　宗教法人應典院　主幹
- 平成18年10月 同志社大学大学院総合政策科学研究科 准教授
- 平成23年4月  立命館大学准教授
- 令和2年4月 立命館大学教授

## 著書
- 『京都発NPO最前線―自立と共生の街へ』（きょうとNPOセンター編　京都新聞社、2001年）
- 『よくわかるNPO・ボランティア (やわらかアカデミズム「わかる」シリーズ) 』（川口清史・新川達郎・田尾雅夫編　ミネルヴァ書房、2003年）

## その他の主な役職
- 特定非営利活動法時きょうとNPOセンター常任理事
- 京都市市民活動推進協議会　委員
- 京都市環境保全活動センター　事業運営委員
- 京都府高齢者地域活性化推進計画　検討委員
- 京都三条ラジオカフェ（FM79.7MHz）　番組審議委員長代理
- 特定非営利活動法人コリアNGOセンター 専門委員
- KISコリア国際学園　評議員
- 京都府地域力再生プロジェクト委員・アクションプラン策定委員